# Fuerza Aérea Tunecina
La Fuerza Aérea Tunecina (en en árabe: ﺍﻟﻘﻮﺍﺕ الجوية ﺍﻟﺠﻤﺎﻫﻴﺮﻳـة ﺍﻟﺘﻮﻧﺴﻴـة, transliteración: Al Quwwat al-Jawwiya al-Jamahiriyah At'Tunisia) es la rama aérea de las Fuerzas Armadas Tunecinas, y junto con la Armada Nacional Tunecina, forma parte de las Fuerzas Armadas Tunecinas, y tiene como misión la vigilancia del espacio aéreo del país norteafricano.

## Historia
La Fuerza Aérea Tunecina se constituyó como rama de las Fuerzas Armadas Tunecinas en 1959, aunque no dispuso de ningún aparato hasta 1960, cuando recibió ocho aviones Saab 91 Safir de la Fuerza Aérea Sueca, y tiempo después adquirieron siete unidades más. En 1961 adquirieron los primeros helicópteros, en concreto dos Aérospatiale Alouette II. En 1963 Francia le entregó tres Dassault MD 315 Flamant y doce North American T-6 Harvard, y dos años después se hizo con ocho Aermacchi MB-326.
En 1969, la fuerza aérea tunecina adquirió 12 North American F-86 Sabre y en 1974 sustituyó los primitivos Saab 91 Safir por 12 Aermacchi SF.260. En 1975 adquirió 10 Douglas A-4 Skyhawk y para sustituir a los F-86 Sabre adquirió los más económicos Aermacchi MB-326 también se adquirieron dos helicópteros Bell UH-1H y dos Bell UH-1N, seguidos de 16 Bell 204/205 italianos, fabricados bajo licencia por AgustaWestland en 1980. Unos años después se compraron cuatro Bell 412.

## Aeronaves y equipamiento

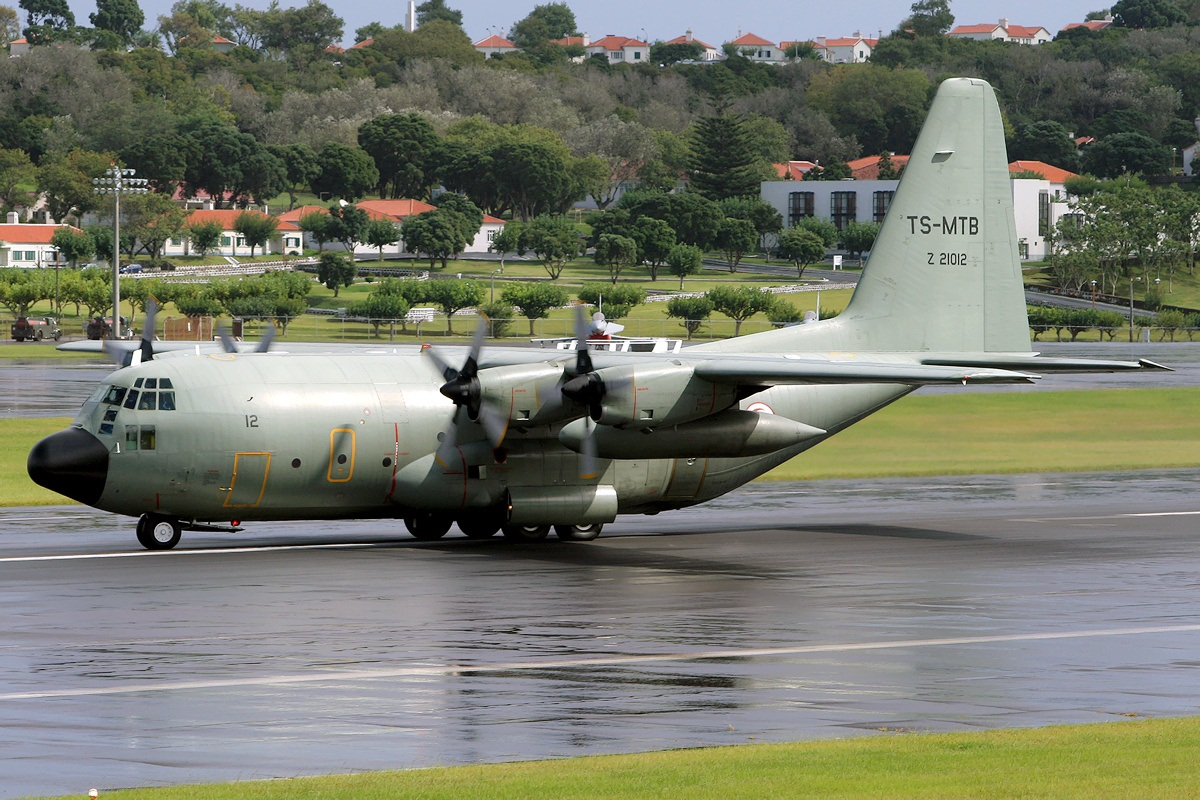
Lockheed C-130H Hercules (L-382) de la Fuerza Aérea Tunecina.

En la actualidad cuenta con 3.500 soldados en servicio equipados con material ligero, y cuenta con cuatro bases: Bizerta/Sidi Ahmed, Gafsa, Bizerta/La Karouba y Sfax.
En el primer trimestre del año 2010 la Fuerza Aérea Tunecina ha adquirido dos Lockheed Martin C-130J Super Hercules, que serán entregados entre 2013 y 2014.
La Fuerza Aérea Tunecina cuenta con las siguientes unidades:
| Aeronave                        | Fotografía | Origen         | Tipo                              | Versión          | Unidades |
| Aviones                         | Aviones    | Aviones        | Aviones                           | Aviones          | Aviones  |
| ------------------------------- | ---------- | -------------- | --------------------------------- | ---------------- | -------- |
| Northrop F-5 Tiger II           |            | Estados Unidos | Avión de caza                     | F-5EF-5F         | 123      |
| Aermacchi MB-326                |            | Italia         | Avión de ataque a tierra          | MB-326KTMB-326LT | 3        |
| Aero L-59 Super Albatros        |            | Checoslovaquia | Avión de entrenamiento a reacción | L-59             | 12       |
| Dassault Falcon 20              |            | Francia        | Transporte VIP                    | 20               | 1        |
| Lockheed C-130 Hercules         |            | Estados Unidos | Avión de transporte               | C-130EC-130H     | 12       |
| Let L-410 Turbolet              |            | Checoslovaquia | Avión de transporte               | L-410T           | 5        |
| Aeritalia G.222                 |            | Italia         | Avión de transporte táctico       | C-27A            | 5        |
| Aermacchi SF.260                |            | Italia         | Avión utilitario                  | SF.260           | 18       |
| SIAI-Marchetti S.208            |            | Italia         | Avión utilitario                  | S.208            | 2        |
| Helicópteros                    |            |                |                                   |                  |          |
| Aérospatiale SA 341 Gazelle     |            | Francia        | Helicóptero de ataque             | SA 341           | 5-7      |
| Aérospatiale SA 318 Alouette    |            | Francia        | Helicóptero de entrenamiento      | SA 318           | 6        |
| Bell 205                        |            | Estados Unidos | Helicóptero de entrenamiento      | 205              | 15       |
| Bell 212                        |            | Italia         | Helicóptero utilitario            | Twin Huey        | 4        |
| Bell 412                        |            | Estados Unidos | Helicóptero utilitario            | 412              | 4        |
| Eurocopter AS 365 Dauphin       |            | Francia        | Helicóptero utilitario            | AS 365           | 1        |
| Eurocopter AS 350 Ecureuil      |            | Francia        | Helicóptero utilitario            | AS 350           | 6        |
| Eurocopter AS 355 Twin Ecureuil |            | Francia        | Helicóptero utilitario            | AS 355           | 1        |
| Hughes 500                      |            | Estados Unidos | Helicóptero utilitario            | 500              | 1        |
| Sikorsky S-76 Spirit            |            | Estados Unidos | Helicóptero utilitario            | S-76             | 1        |
| Sikorsky S-61                   |            | Estados Unidos | Helicóptero utilitario            | S-61             | 1        |
| Sikorsky HH-3E Pelican          |            | Estados Unidos | Helicóptero utilitario            | HH-3E            | 1        |
| Bell UH-1H Iroquois             |            | Estados Unidos | Helicóptero utilitario            | UH-1H            | 4        |

Futuro:
•Lockheed Martin F-16 Fighting Falcon:La fuerza aérea tunezina busca un sustituto para los F-5 se barajan los F-16V block 70/72.